# Paralimnophila artursiana
Paralimnophila artursiana là một loài ruồi trong họ Limoniidae. Chúng phân bố ở miền Australasia.